# Senza maschera
Senza maschera è un album del cantante napoletano Lello Fiore, pubblicato nel 2008.

## Tracce
1. M'appartiene sempe
2. Acqua e mare
3. Regalame mezz'ora
4. Napule e Masaniello
5. Nonna nonna
6. Chi s'annammora e te
7. 'O capo
8. Me trovo a n'ato
9. Strada
10. Adagio
11. Senza maschera
12. Ave Maria
13. 'O marenariello